# You Make Me Feel
You Make Me Feel är ett samlingsalbum av den tyska hårdrocksgruppen Bonfire från 2009.

## Låtlista

### CD 1
| Nr  | Titel                           | Kompositör                               | Längd |
| --- | ------------------------------- | ---------------------------------------- | ----- |
| 1.  | You Make Me Feel (2008 version) | Ziller, Lessmann                         | 4:34  |
| 2.  | Give It A Try                   | Lessmann, Ziller, Maier-Thorn, Deisinger | 4:32  |
| 3.  | Who's Foolin' Who               | Ribler, Schleifer, Lessmann, Ziller      | 3:49  |
| 4.  | I'd Love You To Want Me         | Lavoie                                   | 4:43  |
| 5.  | Let Me Be Your Water            | Lessmann, Ziller                         | 5:20  |
| 6.  | Friends                         | Lessmann, Ziller                         | 5:42  |
| 7.  | I Don't Want You                | Lessmann, Ziller                         | 4:45  |
| 8.  | Blink of An Eye                 | Lessmann, Ziller                         | 6:09  |
| 9.  | Feels Like Comin' Home          | Lessmann, Ziller                         | 4:35  |
| 10. | Why Is It Never Enough          | Ziller, Lessmann                         | 4:11  |
| 11. | Right Now                       | Lessmann, Ziller                         | 4:25  |
| 12. | Southern Winds                  | Lessmann, Ziller                         | 4:51  |
| 13. | Rivers of Glory                 | Schleifer, Lessmann                      | 4:54  |
| 14. | Love Don't Lie                  | Lessmann, Ziller                         | 5:40  |
| 15. | You Are All                     | Lessmann, Ziller                         | 4:30  |
| 16. | You Make Me Feel                | Lessmann, Ziller                         | 4:44  |

### CD 2
| Nr  | Titel                                                     | Kompositör       | Längd |
| --- | --------------------------------------------------------- | ---------------- | ----- |
| 1.  | The First Cut Is the Deepest                              | Stevens          | 4:24  |
| 2.  | If It Wasn't For You                                      | Lessmann, Ziller | 5:05  |
| 3.  | Rock N' Roll Cowboy                                       | Lessmann, Ziller | 5:49  |
| 4.  | Feels Like Comin' Home (Piano Version)                    | Lessmann, Ziller | 3:13  |
| 5.  | I Need You                                                | Lessmann, Ziller | 4:38  |
| 6.  | Proud of My Country (Acoustic Version)                    | Lessmann, Ziller | 4:52  |
| 7.  | Before We Say Goodbye                                     | Lessmann, Ziller | 4:03  |
| 8.  | Goodnight Amanda (Extended Version)                       | Lessmann, Ziller | 4:41  |
| 9.  | Hearts Bleed Their Own Blood                              | Lessmann, Ziller | 5:54  |
| 10. | Love Don't Lie (Acoustic Mix)                             | Lessmann, Ziller | 5:17  |
| 11. | Charlie & Louise                                          | Will, Kunze      | 4:56  |
| 12. | Song For Asia (Rock N' Roll Cowboy 2005) (Spansk version) | Lessmann, Ziller | 5:44  |
| 13. | Komm Her                                                  | Lessmann, Ziller | 4:27  |
| 14. | Song For Asia (Rock N' Roll Cowboy) (Tysk version)        | Lessmann, Ziller | 5:04  |
| 15. | Verdammt Was Will Ich                                     | Lessmann, Ziller | 4:49  |
| 16. | Domo Arigato                                              | Lessmann, Ziller | 4:54  |

## Bandmedlemmar
- Claus Lessmann - sång & bakgrundssång
- Hans Ziller - gitarr & bakgrundssång
- Chris Limburg - gitarr & bakgrundssång
- Uwe Köhler - bas & bakgrundssång
- Dominik Huelshorst - trummor & bakgrundssång